# Beretta 80
Die Modelle der Beretta 80er-Serie sind Selbstladepistolen. Die Modellserie ist auch unter der von Beretta auf dem amerikanischen zivilen Markt genutzten Bezeichnung Cheetah bekannt.

## Technik
Die Pistolen sind für relativ schwache Munition eingerichtet und verfügen nur über einen Masseverschluss. Sie sind für nicht-militärische Zwecke als Selbstverteidigungs- oder Sportwaffen vorgesehen. Alle Varianten besitzen einen Double-Action-Abzug sowie den für Beretta typischen nach oben offenen Schlitten. Sicherungshebel sind beidseitig vorhanden, mit denen der Hahn in seine Ausgangsposition gebracht und die Waffe gefahrlos entspannt werden kann. Aus Gewichtsgründen besteht der Rahmen nicht aus Stahl, sondern aus einer Aluminium-Legierung.
Interessant ist das Modell Beretta 86. Dort kann der Lauf nach oben geschwenkt und eine Patrone ins Lager eingeführt werden. Damit ist ein Laden der Waffe möglich, ohne dass der Schlitten zurückgezogen und der Hahn gespannt werden muss.

## Varianten
| Modell             | Kaliber  | Kapazität (Schuss) | Lauflänge (mm) | Gewicht (gr) | Details                            |
| ------------------ | -------- | ------------------ | -------------- | ------------ | ---------------------------------- |
| Beretta 81         | .32 ACP  | 12                 | 97             | 685          | doppelreihiges Magazin             |
| Beretta 82         | .32 ACP  | 8                  | 97             | 685          | Kompaktmodell, einreihiges Magazin |
| Beretta 84         | .380 ACP | 13                 | 97             | 660          | doppelreihiges Magazin             |
| Beretta 85         | .380 ACP | 8                  | 97             | 620          | Kompaktmodell, einreihiges Magazin |
| Beretta 86         | .380 ACP | 8                  | 111            | 660          | Kompaktmodell mit kippbarem Lauf   |
| Beretta 87 Cheetah | .22 lfB  | 8                  | 97             | 570          | Kleinkaliber-Modell                |
| Beretta 87 Target  | .22 lfB  | 10                 | 150            | 835          | Sportpistole mit langem Lauf       |